# Чемпіонат Європи з художньої гімнастики 2022
38-й чемпіонат Європи з художньої гімнастики, що відбувся у Тель-Авіві, Ізраїль, з 15 червня по 19 червня 2022 року є кваліфікаційним турніром на чемпіонат світу 2022 року в Софії, Болгарія.
Через вторгнення росії в Україну 24 лютого 2022 року, в тому числі з території Білорусі, художні гімнастки збірних росії та Білорусі до змагань не допущені.

## Медальний залік
| Місце  | Країна      | Золото | Срібло | Бронза | Загалом |
| ------ | ----------- | ------ | ------ | ------ | ------- |
| 1      | Ізраїль     | 5      | 4      | 3      | 12      |
| 2      | Італія      | 4      | 4      | 0      | 8       |
| 3      | Болгарія    | 4      | 2      | 3      | 9       |
| 4      | Румунія     | 1      | 1      | 1      | 3       |
| 5      | Польща      | 0      | 2      | 1      | 3       |
| 6      | Іспанія     | 0      | 1      | 0      | 1       |
| 7      | Азербайджан | 0      | 0      | 4      | 4       |
| 8      | Німеччина   | 0      | 0      | 2      | 2       |
| Всього | Всього      | 14     | 14     | 14     | 42      |

## Медалісти
| Дисципліна                        | Золото | Срібло | Бронза |
| --------------------------------- | --- | --- | --- |
| Командна першість                 | Болгарія груповички Вая Драганова Софія Іванова Камелія Петрова Рейчел Стоянов Женіна Трашлієва Маргарита Василева лічниці Боряна Калейн Стіліана Ніколова | Італія груповички Мартіна Центофанті Агнес Дуранті Алессія Мауреллі Даніела Могуріан Лаура Паріс Мартіна Сантандреа лічниці Софія Раффаелі Мілена Балдассаррі | Ізраїль груповички Шані Баканов Адар Фрідман Аміт Гедват Ромі Паріцькі Офір Шахам Діана Сверцов лічниці Дар'я Атаманов Аді Ася Кац |
| Особиста першість                 | | | |
| Абсолютна першість                | Дар'я Атаманов (ISR) | Боряна Калейн (BUL) | Стіліана Ніколова (BUL) |
| Вправа з обручем                  | Софія Раффаелі (ITA) | Дар'я Атаманов (ISR) | Боряна Калейн (BUL) |
| Вправа з м'ячем                   | Боряна Калейн (BUL) | Софія Раффаелі (ITA) | Дар'я Варфоломеєва (GER) |
| Вправа з булавами                 | Софія Раффаелі (ITA) | Дар'я Атаманов (ISR) | Дар'я Варфоломеєва (GER) |
| Вправа зі стрічкою                | Боряна Калейн (BUL) | Дар'я Атаманов (ISR) | Аді Ася Кац (ISR) |
| Групові вправи                    | | | |
| Групова першість                  | Ізраїль Шані Баканов Адар Фрідман Аміт Гедват Ромі Паріцькі Офір Шахам Діана Сверцов                                                                       | Італія Мартіна Центофанті Агнес Дуранті Алессія Мауреллі Даніела Могуріан Лаура Паріс Мартіна Сантандреа                                                      | Азербайджан Гуллу Агаларзаде Ламан Алімурадова Камілла Алієва Зейнаб Гумматова Єлизавета Лузан Дар'я Сорокіна                      |
| Вправа з 5 обручами               | Італія Мартіна Центофанті Агнес Дуранті Алессія Мауреллі Даніела Могуріан Лаура Паріс Мартіна Сантандреа                                                   | Ізраїль Шані Баканов Адар Фрідман Аміт Гедват Ромі Паріцькі Офір Шахам Діана Сверцов                                                                          | Азербайджан Гуллу Агаларзаде Ламан Алімурадова Камілла Алієва Зейнаб Гумматова Єлизавета Лузан Дар'я Сорокіна                      |
| Вправа з 3 стрічками та 2 м'ячами | Італія Мартіна Центофанті Агнес Дуранті Алессія Мауреллі Даніела Могуріан Лаура Паріс Мартіна Сантандреа                                                   | Іспанія Ана Арнау Камарена Інес Бергуа Навалес Валерія Маркес Мірея Мартінес Патрісія Перес Фос Сальма Солаун                                                 | Азербайджан Гуллу Агаларзаде Ламан Алімурадова Камілла Алієва Зейнаб Гумматова Єлизавета Лузан Дар'я Сорокіна                      |
| Юніорська першість                | | | |
| Командна першість                 | Ізраїль Альона Таль Франко Мішель Муніц Ліан Рона Даніела Муніц                                                                                            | Румунія Крістіна Драган Амалія Ліка | Болгарія Ельвіра Краснобаєва Дара Стоянова                                                                                         |
| Вправа з обручем                  | Ельвіра Краснобаєва (BUL) | Ліліана Левінська (POL) | Альона Таль Франко (ISR) |
| Вправа з м'ячем                   | Мішель Муніц (ISR) | Ельвіра Краснобаєва (BUL) | Крістіна Драган (ROU) |
| Вправа з булавами                 | Амалія Ліка (ROU) | Ліліана Левінська (POL) | Каміла Гафарова (AZE) |
| Вправа зі стрічкою                | Даніела Муніц (ISR) | Тара Драгас (ITA) | Ліліана Левінська (POL) |

## Командна першість
Команда складається з 2-3 лічниць, кожна з яких має взяти участь хоча б в одному виді програми, та однієї групи. В кожному виді бере участь лиш дві представниці команди. Результат командної першості визначається сумою 8 оцінок лічниць та двох оцінок груп.

### Командні змагання
| Місце | Команда         | Сума    |
| ----- | --------------- | ------- |
| 1     | Болгарія        | 333,150 |
| 2     | Італія          | 325,600 |
| 3     | Ізраїль         | 324,300 |
| 4     | Азербайджан     | 307,100 |
| 5     | Німеччина       | 301,500 |
| 6     | Іспанія         | 299,450 |
| 7     | Франція         | 298,100 |
| 8     | Україна         | 294,550 |
| 9     | Угорщина        | 293,600 |
| 10    | Греція          | 290,850 |
| 11    | Латвія          | 281,200 |
| 12    | Польща          | 279,800 |
| 13    | Фінляндія       | 272,250 |
| 14    | Грузія          | 272,100 |
| 15    | Естонія         | 271,900 |
| 16    | Велика Британія | 259,800 |
| 17    | Португалія      | 253,100 |
| 18    | Словаччина      | 240,200 |
| 19    | Норвегія        | 234,150 |

## Особиста першість

### Абсолютна першість
24 фіналістки абсолютної першості визначаються за сумою трьох найкращих оцінок в кваліфікації.
| Місце | Гімнастка                 | Обруч  | М'яч   | Булави | Стрічка | Сума    |
| ----- | ------------------------- | ------ | ------ | ------ | ------- | ------- |
| 1     | Дар'я Атаманов (ISR)      | 35,100 | 34,450 | 34,300 | 33,050  | 136,900 |
| 2     | Боряна Калейн (BUL)       | 35,500 | 32,750 | 33,350 | 33,900  | 135,500 |
| 3     | Стіліана Ніколова (BUL)   | 34,550 | 34,200 | 31,400 | 31,500  | 131,650 |
| 4     | Софія Раффаелі (ITA)      | 33,100 | 33,950 | 33,750 | 30,450  | 131,250 |
| 5     | Дар'я Варфоломеєва (GER)  | 33,050 | 33,200 | 32,700 | 31,700  | 130,650 |
| 6     | Катерина Веденеєва (SLO)  | 32,500 | 31,900 | 32,650 | 30,900  | 127,950 |
| 7     | Мілена Балдассаррі (ITA)  | 31,600 | 33,200 | 31,400 | 31,000  | 127,200 |
| 8     | Вікторія Онопрієнко (UKR) | 32,200 | 31,650 | 32,550 | 30,400  | 126,600 |
| 9     | Зохра Агхамірова (AZE)    | 31,800 | 32,000 | 31,850 | 29,800  | 125,450 |
| 10    | Арзу Джалілова (AZE)      | 31,600 | 31,950 | 30,750 | 31,050  | 125,350 |
| 11    | Аді Ася Кац (ISR)         | 32,050 | 29,950 | 31,550 | 30,900  | 124,450 |
| 12    | Єлизавета Полстяна (LAT)  | 32,350 | 30,300 | 30,750 | 29,700  | 123,100 |
| 13    | Елене Карбанов (FRA)      | 30,300 | 30,900 | 30,750 | 30,800  | 122,750 |
| 14    | Фанні Пігнінскі (HUN)     | 31,150 | 30,500 | 29,500 | 30,800  | 121,950 |
| 15    | Маргарита Колосов (GER)   | 31,550 | 31,750 | 30,300 | 27,750  | 121,350 |
| 16    | Панакіота Литра (GRE)     | 31,550 | 31,350 | 30,000 | 28,250  | 121,150 |
| 17    | Альба Баутіста (ESP)      | 31,600 | 31,650 | 29,500 | 28,100  | 120,850 |
| 18    | Ханна Панна Віснер (HUN)  | 29,050 | 31,800 | 29,050 | 30,300  | 120,200 |
| 19    | Андреа Вердес (ROU)       | 30,050 | 30,450 | 29,650 | 28,850  | 119,000 |
| 20    | Анналіза Драган (ROU)     | 26,650 | 31,300 | 30,900 | 28,950  | 117,800 |
| 21    | Мелані Келер (EST)        | 29,750 | 30,550 | 29,300 | 28,150  | 117,750 |
| 22    | Кетеван Арболішвілі (GEO) | 30,950 | 29,750 | 27,800 | 29,150  | 117,650 |
| 23    | Поліна Березіна (ESP)     | 31,300 | 30,750 | 27,900 | 26,600  | 116,550 |
| 24    | Лілі Рамонатксо (FRA)     | 29,600 | 29,650 | 28,100 | 27,400  | 114,750 |

### Вправа з обручем
| Місце | Гімнастка                 | Складність | Виконання | Артистизм | Штраф | Сума   |
| ----- | ------------------------- | ---------- | --------- | --------- | ----- | ------ |
| 1     | Софія Раффаелі (ITA)      | 18,3       | 8,850     | 8,850     |       | 36,000 |
| 2     | Дар'я Атаманов (ISR)      | 17,3       | 8,900     | 8,700     |       | 34,900 |
| 3     | Боряна Калейн (BUL)       | 16,1       | 8,900     | 8,900     |       | 33,900 |
| 4     | Єлизавета Полстяна (LAT)  | 16,5       | 8,700     | 8,400     |       | 33,600 |
| 5     | Вікторія Онопрієнко (UKR) | 15,8       | 8,600     | 8,450     |       | 32,850 |
| 6     | Катерина Веденеєва (SLO)  | 15,2       | 8,850     | 8,650     |       | 32,700 |
| 7     | Маргарита Колосов (GER)   | 15,3       | 8,400     | 8,250     |       | 31,950 |
| 8     | Стіліана Ніколова (BUL)   | 14,4       | 7,850     | 8,250     |       | 30,500 |

### Вправа з м'ячем
| Місце | Гімнастка                | Складність | Виконання | Артистизм | Штраф | Сума   |
| ----- | ------------------------ | ---------- | --------- | --------- | ----- | ------ |
| 1     | Боряна Калейн (BUL)      | 17,7       | 8,850     | 8,800     |       | 35,350 |
| 2     | Софія Раффаелі (ITA)     | 17,1       | 8,400     | 8,750     |       | 34,250 |
| 3     | Дар'я Варфоломеєва (GER) | 16,9       | 8,550     | 8,300     |       | 33,750 |
| 4     | Стіліана Ніколова (BUL)  | 16,2       | 8,850     | 8,650     |       | 33,700 |
| 5     | Маргарита Колосов (GER)  | 16,5       | 8,650     | 8,300     |       | 33,450 |
| 6     | Катерина Веденеєва (SLO) | 15,5       | 8,900     | 8,750     |       | 33,150 |
| 7     | Мілена Балдассаррі (ITA) | 16,0       | 8,550     | 8,550     |       | 33,100 |
| 8     | Зохра Агхамірова (AZE)   | 15,4       | 7,900     | 8,150     |       | 31,450 |

### Вправа з булавами
| Місце | Гімнастка                | Складність | Виконання | Артистизм | Штраф  | Сума   |
| ----- | ------------------------ | ---------- | --------- | --------- | ------ | ------ |
| 1     | Софія Раффаелі (ITA)     | 16,6       | 8,950     | 9,000     |        | 34,550 |
| 2     | Дар'я Атаманов (ISR)     | 16,6       | 8,850     | 8,800     |        | 34,250 |
| 3     | Дар'я Варфоломеєва (GER) | 15,9       | 8,800     | 8,450     |        | 33,150 |
| 4     | Катерина Веденеєва (SLO) | 15,1       | 8,850     | 8,600     |        | 32,550 |
| 5     | Стіліана Ніколова (BUL)  | 15,5       | 8,350     | 8,600     |        | 32,450 |
| 6     | Зохра Агхамірова (AZE)   | 15,4       | 8,450     | 8,300     |        | 32,150 |
| 7     | Панагіота Литра (GRE)    | 14,5       | 8,400     | 8,350     |        | 31,250 |
| 8     | Боряна Калейн (BUL)      | 12,9       | 7,850     | 8,650     | -0,300 | 29,100 |

### Вправа зі стрічкою
| Місце | Гімнастка                | Складність | Виконання | Артистизм | Штраф | Сума   |
| ----- | ------------------------ | ---------- | --------- | --------- | ----- | ------ |
| 1     | Боряна Калейн (BUL)      | 16,3       | 8,900     | 8,850     |       | 34,050 |
| 2     | Дар'я Атаманов (ISR)     | 16,0       | 8,950     | 8,800     |       | 33,750 |
| 3     | Аді Ася Кац (ISR)        | 15,4       | 8,650     | 8,550     |       | 32,600 |
| 4     | Стіліана Ніколова (BUL)  | 14,9       | 8,800     | 8,700     |       | 32,400 |
| 5     | Катерина Веденеєва (SLO) | 14,6       | 8,600     | 8,600     |       | 31,800 |
| 6     | Дар'я Варфоломеєва (GER) | 14,9       | 8,300     | 8,450     |       | 31,650 |
| 7     | Елене Карбанов (FRA)     | 14,1       | 7,850     | 8,350     |       | 30,300 |
| 8     | Арзу Джалілова (AZE)     | 12,7       | 7,700     | 8,100     |       | 28,500 |

## Групові вправи

### Групова першість
| Місце | Команда         | 5 обручами | 3 стрічками та 2 м'ячами | Сума   |
| ----- | --------------- | ---------- | ------------------------ | ------ |
| 1     | Ізраїль         | 36,950     | 33,000                   | 69,950 |
| 2     | Італія          | 35,650     | 34,000                   | 69,650 |
| 3     | Азербайджан     | 33,600     | 31,800                   | 65,400 |
| 4     | Болгарія        | 34,650     | 29,500                   | 64,150 |
| 5     | Іспанія         | 34,500     | 28,850                   | 63,350 |
| 6     | Франція         | 31,800     | 31,050                   | 62,850 |
| 7     | Греція          | 29,500     | 28,950                   | 58,450 |
| 8     | Угорщина        | 29,650     | 28,350                   | 58,000 |
| 9     | Польща          | 30,750     | 24,500                   | 55,250 |
| 10    | Україна         | 30,350     | 24,450                   | 54,800 |
| 11    | Фінляндія       | 30,150     | 24,000                   | 54,150 |
| 12    | Німеччина       | 30,150     | 23,500                   | 53,650 |
| 13    | Латвія          | 29,500     | 23,300                   | 52,800 |
| 14    | Грузія          | 28,900     | 20,000                   | 48,900 |
| 15    | Естонія         | 20,950     | 27,350                   | 48,300 |
| 16    | Велика Британія | 25,500     | 20,150                   | 45,650 |
| 17    | Португалія      | 27,050     | 18,100                   | 45,150 |
| 18    | Словаччина      | 25,050     | 14,350                   | 39,450 |
| 19    | Норвегія        | 16,750     | 19,850                   | 36,600 |

### Вправа з 5 обручами
| Місце | Команда     | Складність | Виконання | Артистизм | Штраф  | Сума   |
| ----- | ----------- | ---------- | --------- | --------- | ------ | ------ |
| 1     | Італія      | 19,0       | 8,600     | 9,050     |        | 36,650 |
| 2     | Ізраїль     | 18,9       | 8,650     | 8,900     |        | 36,450 |
| 3     | Азербайджан | 17,7       | 8,550     | 8,500     |        | 34,750 |
| 4     | Болгарія    | 17,3       | 7,750     | 8,650     |        | 33,700 |
| 5     | Іспанія     | 17,4       | 7,600     | 8,250     |        | 33,250 |
| 6     | Україна     | 17,4       | 7,950     | 7,700     |        | 33,050 |
| 7     | Франція     | 16,2       | 7,700     | 8,400     | -0,300 | 32,000 |
| 8     | Польща      | 15,8       | 6,350     | 7,550     | -0,050 | 29,650 |

### Вправа з 3 стрічками та 2 м'ячами
| Місце | Команда     | Складність | Виконання | Артистизм | Штраф  | Сума   |
| ----- | ----------- | ---------- | --------- | --------- | ------ | ------ |
| 1     | Італія      | 16,7       | 8,500     | 9,050     |        | 34,250 |
| 2     | Іспанія     | 16,3       | 7,400     | 8,250     |        | 31,950 |
| 3     | Азербайджан | 15,4       | 8,050     | 8,450     |        | 31,900 |
| 4     | Ізраїль     | 15,4       | 7,500     | 8,500     | -0,300 | 31,100 |
| 5     | Франція     | 14,8       | 7,650     | 8,450     |        | 30,900 |
| 6     | Болгарія    | 14,4       | 6,450     | 8,400     |        | 29,250 |
| 7     | Греція      | 13,5       | 6,650     | 7,850     |        | 28,000 |
| 8     | Угорщина    | 12,4       | 6,300     | 7,600     |        | 26,300 |

## Юніорська першість

### Командна першість
Юніорська команда складається з 1-4 гімнасток. В кожному виді програми участь бере лиш одна представниця команди. Місце команди визначається сумою чотирьох вправ.
| Місце | Команда              | Сума    |
| ----- | -------------------- | ------- |
| 1     | Ізраїль              | 120,600 |
| 2     | Румунія              | 117,050 |
| 3     | Болгарія             | 116,100 |
| 4     | Україна              | 114,200 |
| 5     | Італія               | 113,700 |
| 6     | Німеччина            | 112,100 |
| 7     | Азербайджан          | 111,950 |
| 8     | Фінляндія            | 109,900 |
| 9     | Іспанія              | 108,500 |
| 10    | Естонія              | 107,450 |
| 11    | Франція              | 106,400 |
| 12    | Угорщина             | 104,650 |
| 13    | Греція               | 103,200 |
| 14    | Кіпр                 | 103,050 |
| 15    | Латвія               | 102,650 |
| 16    | Туреччина            | 101,500 |
| 17    | Словенія             | 100,950 |
| 18    | Швейцарія            | 99,800  |
| 19    | Грузія               | 98,900  |
| 20    | Велика Британія      | 96,850  |
| 21    | Австрія              | 96,350  |
| 22    | Литва                | 95,450  |
| 23    | Норвегія             | 94,750  |
| 24    | Бельгія              | 94,600  |
| 25    | Молдова              | 94,100  |
| 26    | Словаччина           | 93,650  |
| 27    | Чехія                | 90,850  |
| 28    | Португалія           | 89,800  |
| 29    | Вірменія             | 88,300  |
| 30    | Сан-Марино           | 87,900  |
| 31    | Хорватія             | 84,650  |
| 32    | Люксембург           | 72,900  |
| 33    | Боснія і Герцеговина | 72,250  |

### Вправа з обручем
| Місце | Гімнастка                 | Складність | Виконання | Артистизм | Штраф | Сума   |
| ----- | ------------------------- | ---------- | --------- | --------- | ----- | ------ |
| 1     | Ельвіра Краснобаєва (BUL) | 14,4       | 8,850     | 8,650     |       | 31,900 |
| 2     | Ліліана Левінська (POL)   | 14,1       | 8,700     | 8,600     |       | 31,400 |
| 3     | Альона Таль Франко (ISR)  | 14.0       | 8,850     | 8,500     |       | 31,350 |
| 4     | Тара Драгас (ITA)         | 13,2       | 8,800     | 8,400     |       | 30,400 |
| 5     | Еммі Пііройнен (FIN)      | 13,6       | 8,600     | 8,100     |       | 30,300 |
| 6     | Каміла Гафарова (AZE)     | 12,3       | 8,550     | 8,150     |       | 29,000 |
| 7     | Таїсія Онофрійчук (UKR)   | 12,9       | 8,050     | 7,900     |       | 28,850 |
| 8     | Крістіна Драган (ROU)     | 11,8       | 7,950     | 8,000     |       | 27,750 |

### Вправа з м'ячем
| Місце | Гімнастка                 | Складність | Виконання | Артистизм | Штраф | Сума   |
| ----- | ------------------------- | ---------- | --------- | --------- | ----- | ------ |
| 1     | Мішель Муніц (ISR)        | 15,0       | 8,750     | 8,400     |       | 32,150 |
| 2     | Ельвіра Краснобаєва (BUL) | 13,9       | 8,900     | 8,700     |       | 31,500 |
| 3     | Крістіна Драган (ROU)     | 13,7       | 8,600     | 8,400     |       | 30,700 |
| 4     | Ліліана Левінська (POL)   | 12,8       | 8,750     | 8,500     |       | 30,050 |
| 5     | Еммі Пііройнен (FIN)      | 13,1       | 8,550     | 8,150     |       | 29,800 |
| 6     | Аліна Маммадова (AZE)     | 12,1       | 8,500     | 8,450     |       | 29,050 |
| 7     | Лада Пуш (GER)            | 11,9       | 8,500     | 8,200     |       | 28,600 |
| 8     | Уранія Сугкоуна (GRE)     | 11,5       | 8,650     | 8,200     |       | 28,350 |
|       |                           |            |           |           |       |        |
| R     | Катерина Цема (UKR)       |            |           |           |       |        |

### Вправа з булавами
| Місце | Гімнастка               | Складність | Виконання | Артистизм | Штраф | Сума   |
| ----- | ----------------------- | ---------- | --------- | --------- | ----- | ------ |
| 1     | Амалія Ліка (ROU)       | 13,0       | 8,700     | 8,400     |       | 30,100 |
| 2     | Ліліана Левінська (POL) | 11,9       | 8,750     | 8,450     |       | 29,100 |
| 3     | Каміла Гафарова (AZE)   | 11,8       | 8,600     | 8,150     |       | 28,550 |
| 4     | Дара Стоянова (BUL)     | 11,7       | 8,400     | 8,300     |       | 28,400 |
| 5     | Ума Шамілова (UKR)      | 11,4       | 8,150     | 7,850     |       | 27,400 |
| 6     | Еммі Пііройнен (FIN)    | 11,4       | 7,900     | 7,900     |       | 27,200 |
| 7     | Ліан Рона (ISR)         | 10,7       | 7,600     | 7,800     | -0,3  | 25,800 |
| 8     | Аліса Тагліетті (ITA)   | 9,4        | 7,550     | 7,900     | -0,4  | 24,450 |

### Вправа зі стрічкою
| Місце | Гімнастка                | Складність | Виконання | Артистизм | Штраф | Сума   |
| ----- | ------------------------ | ---------- | --------- | --------- | ----- | ------ |
| 1     | Даніела Муніц (ISR)      | 13,0       | 8,450     | 8,450     |       | 29,900 |
| 2     | Тара Драгас (ITA)        | 12,2       | 8,450     | 8,400     |       | 29,050 |
| 3     | Ліліана Левінська (POL)  | 11,4       | 8,450     | 8,350     |       | 28,200 |
| 4     | Анна-Марія Шатохін (GER) | 11,5       | 8,250     | 8,000     |       | 27,750 |
| 5     | Амалія Ліка (ROU)        | 11,8       | 7,800     | 8,150     |       | 27,750 |
| 6     | Марина Кортеллес (ESP)   | 11,1       | 7,750     | 8,150     |       | 27,000 |
| 7     | Мадіна Дамірова (AZE)    | 9,8        | 8,200     | 8,250     |       | 26,250 |
| 8     | Таїсія Онофрійчук (UKR)  | 8,8        | 8,050     | 7,950     |       | 24,800 |